# 우주선 조립 건물

케네디 우주 센터에 있는 우주선 조립 건물의 모습

우주선 조립 건물(Vehicle Assembly Building, 원 명칭: 수직 조립 건물, Vertical Assembly Building, VAB)은 플로리다에 있는 NASA의 케네디 우주 센터(KSC)에 있는 대형 건물로, 거대한 새턴 V, 우주왕복선과 같은 사전 제작된 대형 우주선 부품을 조립하도록 설계되었다. 셔틀과 우주 발사 시스템을 NASA에서 사용하는 세 가지 모바일 발사대 플랫폼 중 하나에 수직으로 쌓는다. 2022년 3월 기준, 2022년 11월 16일 발사되는 아르테미스 1호 임무를 준비하기 위해 최초의 우주 발사 시스템(SLS) 로켓이 내부에 조립되었다.
3,665,000m3(129,428,000입방피트)의 이 건물은 2022년 기준으로 세계에서 8번째로 큰 건물이다. 이 건물은 잭슨빌에서 남쪽으로 240km, 352km 떨어진 KSC의 케네디 우주 센터 제39발사단지에 있다. 마이애미 북쪽, 올랜도 정동쪽으로 80km 떨어진 플로리다 대서양 연안의 메리트섬에 있다.
VAB는 세계에서 가장 큰 단층 건물로, 1974년까지 플로리다에서 가장 높은 건물(526피트 또는 160m)이었으며, 도시 지역을 제외하면 미국에서 가장 높은 건물이다.